# Tadeusz Makowski
Tadeusz Józef Makowski (ur. 29 stycznia 1882 w Oświęcimiu, zm. 1 listopada 1932 w Paryżu) – polski malarz działający w Paryżu, przedstawiciel École de Paris.

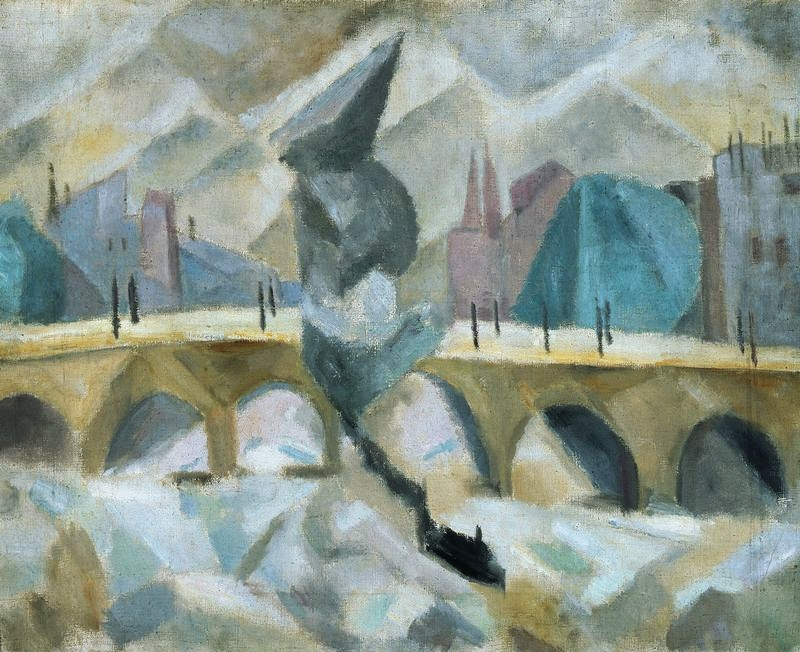
Most na Sekwanie (ok. 1913), Muzeum Narodowe w Warszawie

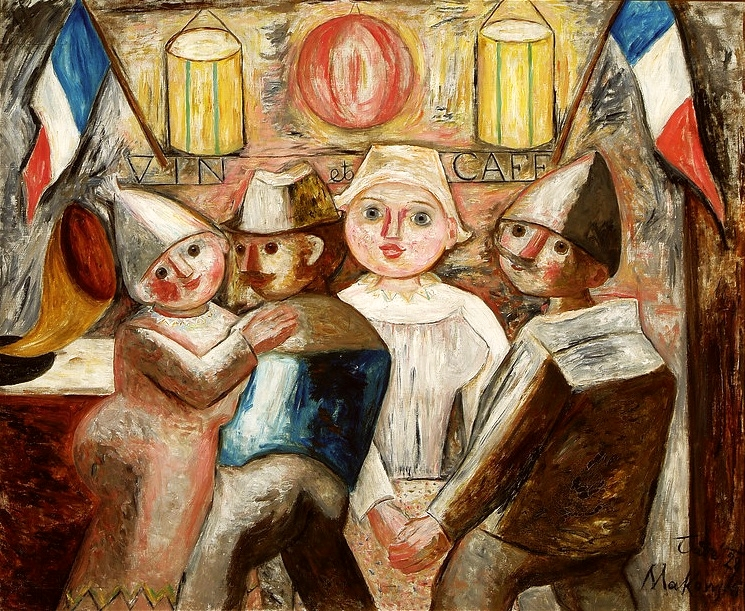
14 lipca na wsi (1928), Muzeum Narodowe w Warszawie

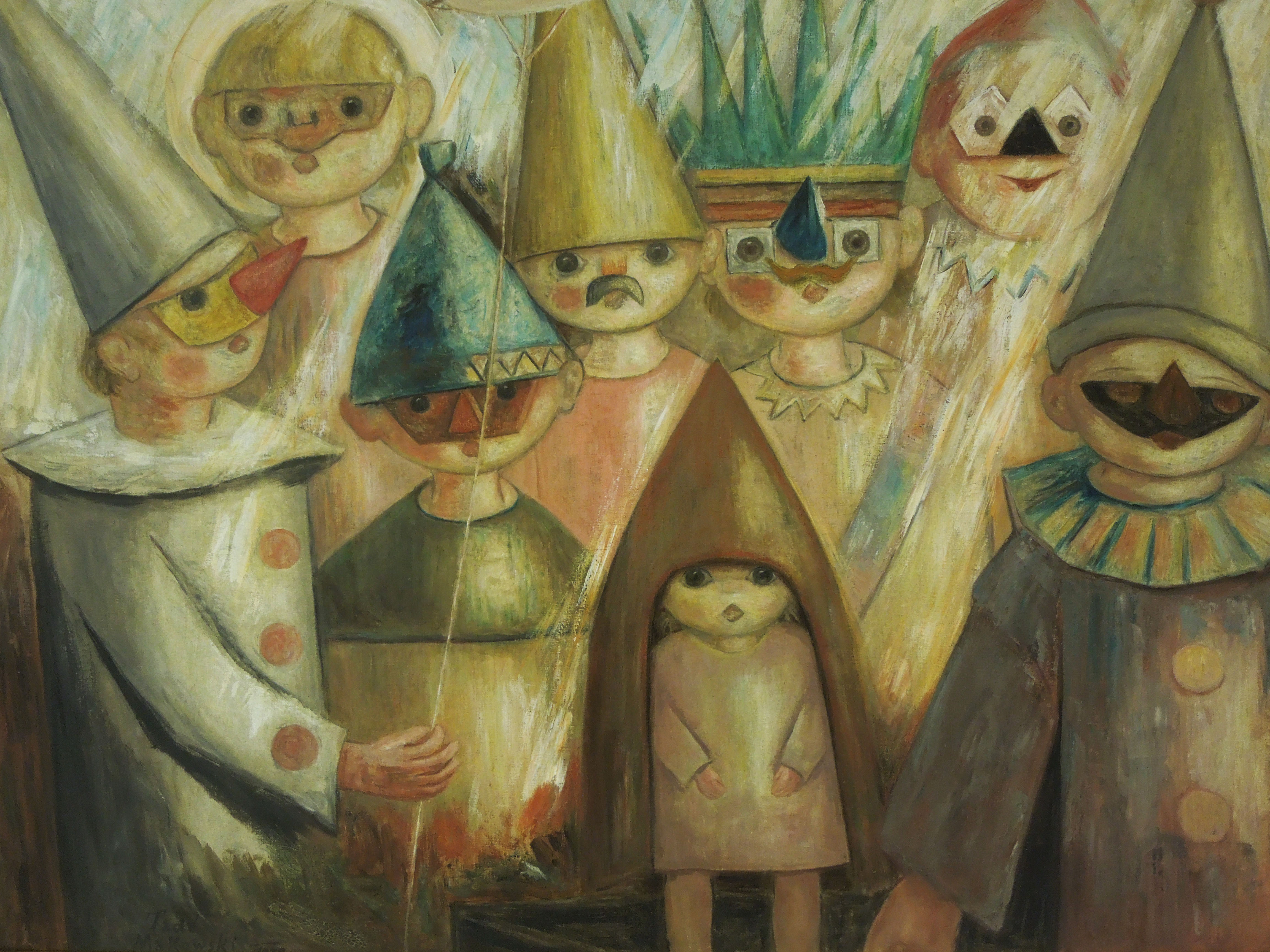
Maskarada (1928), Muzeum Narodowe w Poznaniu

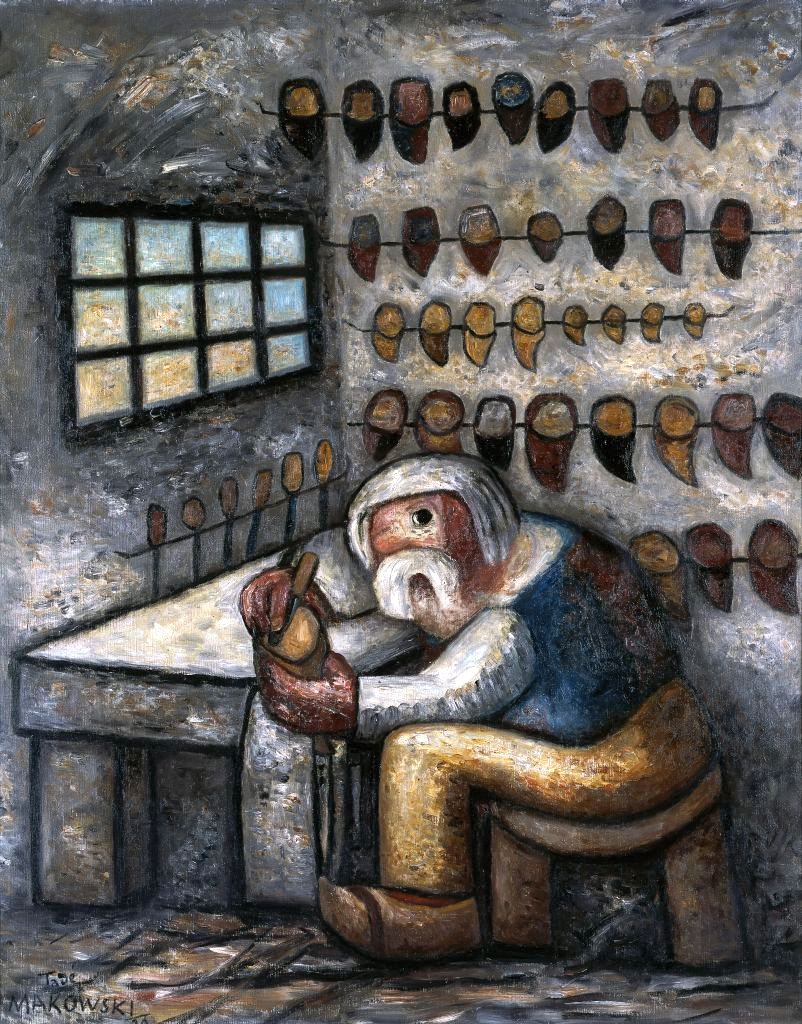
Szewc (1930), Muzeum Narodowe w Warszawie

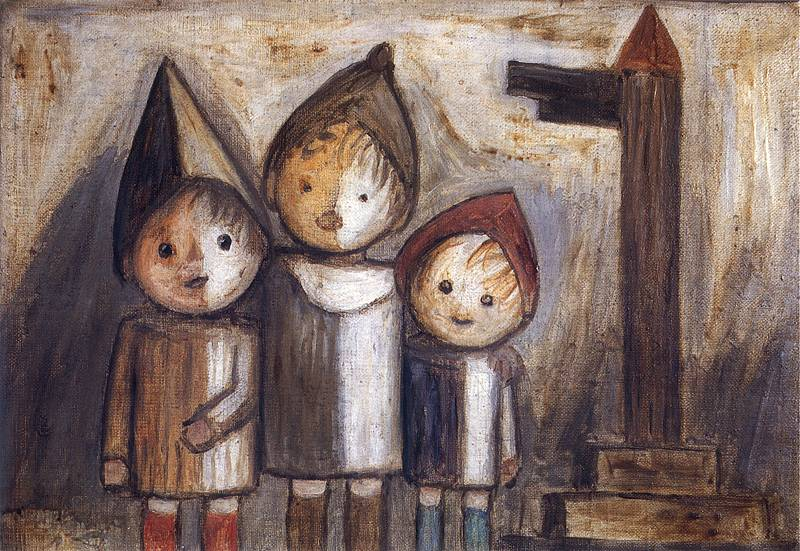
Troje dzieci pod drogowskazem (1930), Muzeum Śląskie w Katowicach

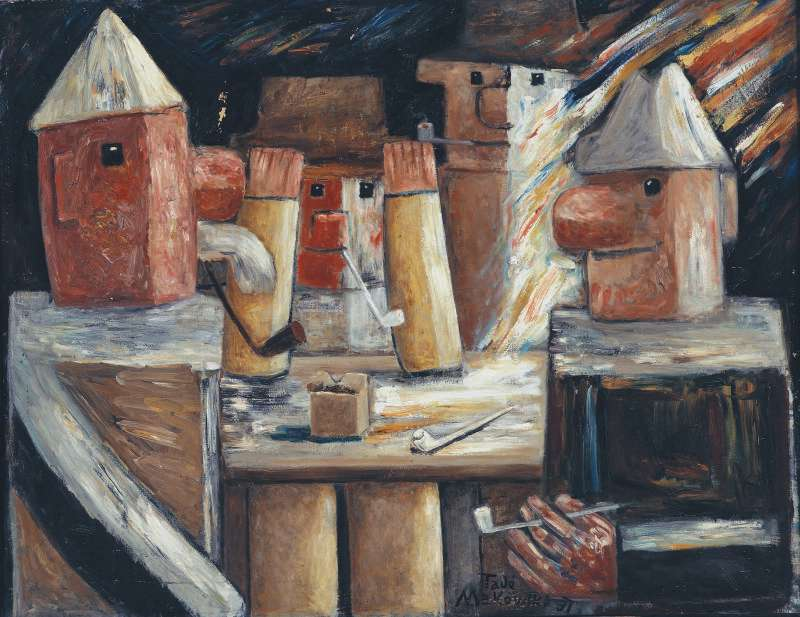
Palacze fajek (1931), Muzeum Narodowe we Wrocławiu

## Życiorys
Urodził się w Oświęcimiu jako syn urzędnika kolejowego. W 1893 skończył szkołę powszechną w Wilamowicach z wynikiem celującym. Studiował w latach 1902–1906 filologię klasyczną i polską na Uniwersytecie Jagiellońskim, 1903–1908 malarstwo w ASP w Krakowie u J. Unierzyskiego, J. Stanisławskiego i J. Mehoffera. Na przełomie 1908/1909 wyjechał do Paryża, gdzie pozostał do końca życia. We wczesnych pracach był wierny swoim nauczycielom. W Paryżu malował początkowo pod wrażeniem fresków P. C. Puvis de Chavannes'a, a poznawszy grupę kubistów z Montparnasse'u, uległ ich wpływowi. Zaproszony przez W. Ślewińskiego, spędził okres wojny w Bretanii, dokąd później wracał kilkakrotnie. Od tego czasu datuje się jego odejście od kubizmu i zwrot ku studiom z natury. Malował pejzaże ze sztafażem w duchu naiwnego realizmu i podobnie stylizowane kompozycje figuralne. Wykorzystując i przetwarzając w poetyckiej wyobraźni wpływy dawnego malarstwa niderlandzkiego i holenderskiego, kubizmu, polskiej sztuki ludowej i współczesnych naiwnych realistów, wypracował indywidualny styl metaforyczny, emanujący lirycznym nastrojem. Częstym tematem jego obrazów były dzieci w scenach z życia wiejskiego, teatralnych, maskaradowych i karnawałowych, w prymitywizowanej i częściowo geometryzowanej formie. Uprawiał grafikę (m.in. drzeworytnicze ilustracje książkowe). W 1912–1931 prowadził dziennik (wydany w 1961 w Warszawie).
Zmarł na skutek wylewu krwi do mózgu. Został pochowany na cmentarzu Les Champeaux w Montmorency.
Za Wnętrze – jeden z trzech nieznanych obrazów Tadeusza Makowskiego, które sprzedano 20 marca 2011 roku podczas aukcji w Warszawie – prywatny nabywca zapłacił 620 tys. zł. 

## Wybrane dzieła
- Ananas na talerzu, ok. 1920, olej na płótnie, 24 × 33 cm, Muzeum Narodowe w Warszawie
- Astry i cynie w glinianym dzbanku, 1917, olej na płótnie, 73 × 42,5 cm, Muzeum Narodowe w Warszawie
- Autoportret z paletą i ptaszkiem, ok. 1919, olej na płótnie, 61 × 50 cm, Muzeum Narodowe w Krakowie
- Chłopcy z fujarkami, ok. 1928, olej na płótnie, 81 × 49 cm, Muzeum Narodowe w Warszawie
- 14 lipca na wsi, 1928, olej na płótnie, 84 × 104 cm, Muzeum Narodowe w Warszawie
- Dziad i baba, 1930, olej na płótnie, 82 × 99 cm, Muzeum Narodowe w Warszawie
- Dzieci z turoniem, 1929, olej na płótnie, 80,5 × 100 cm, Muzeum Narodowe w Warszawie
- Dziecinne ZOO, ok. 1929, olej na płótnie, 32,5 × 46 cm, Muzeum Narodowe w Warszawie
- Jazz, 1929, olej na płótnie, 132 × 163 cm, Muzeum Narodowe w Warszawie
- Kapela dziecięca, 1922, olej na płótnie, 114 × 146 cm, Muzeum Narodowe w Warszawie
- Kolejarze, ok. 1930, olej na płótnie, 80 × 98,5 cm, Muzeum Narodowe w Warszawie
- Mali pierroci, 1930, olej na płótnie, 54,5 × 65 cm, Muzeum Narodowe w Warszawie
- Mała Gioconda, 1920, olej na płótnie, 73 × 50 cm, Muzeum Narodowe w Krakowie
- Maskarada, 1928, olej na płótnie, 80 × 100 cm, Muzeum Narodowe w Poznaniu
- Most na Sekwanie,  ok. 1913, olej na płótnie, 64,5 × 80 cm, Muzeum Narodowe w Warszawie
- Na plaży, 1930, olej na płótnie, 65 × 81 cm, Muzeum Narodowe w Warszawie
- Odlot jaskółek, 1931, olej na płótnie, 39,5 × 26,5 cm, Muzeum Narodowe w Krakowie
- Palacze fajek, 1931, olej na płótnie, Muzeum Narodowe we Wrocławiu
- Portret malarza Marcela Gromaire z rodziną, ok. 1925, olej na płótnie, Muzeum Narodowe w Warszawie
- Portret męski z fajkami, ok. 1930, olej na płótnie, 81 × 66 cm, Muzeum Narodowe w Warszawie
- Promień słońca, ok. 1930, olej na płótnie, 72,5 × 50 cm, Muzeum Narodowe w Warszawie
- Rybak, 1930, olej na płótnie, 100 × 80 cm, Muzeum Narodowe w Warszawie
- Skąpiec, 1932, olej na płótnie, 117,5 × 89 cm, Muzeum Narodowe w Warszawie
- Słoneczniki, 1907, olej na płótnie, 120 × 135 cm, Muzeum Narodowe w Poznaniu
- Szermierze, ok. 1931, olej na płótnie, 100 × 81,5 cm, Muzeum Narodowe w Warszawie
- Szewc, 1930, olej na płótnie, 105,5 × 81,5 cm, Muzeum Narodowe w Warszawie
- Teatr dziecięcy, 1931, olej na płótnie, 54 × 65 cm, Muzeum Narodowe w Warszawie
- Troje dzieci pod drogowskazem, ok. 1930, olej na płótnie, 24,5 × 35,3 cm, Muzeum Śląskie w Katowicach
- Ukwiecone okno, ok. 1926, olej na płótnie, Muzeum Narodowe w Warszawie
- Vita brevis, ars longa, 1918, olej na płótnie,  62,5 × 95 cm, Muzeum Narodowe w Warszawie
- W oberży, 1931, olej na płótnie, 46,5 × 55,2 cm, Muzeum Narodowe w Poznaniu
- Wiejskie podwórko, 1928, olej na płótnie, 81 × 100 cm, Muzeum Narodowe w Warszawie

## W oczach krytyków
- "Było w nim coś z niewinnego dziecka – jakaś świeżość, niewinność, a jednocześnie to był bardzo wykształcony człowiek". (Marcel Gromaire)[6]
- "Makowski, prawdziwy talent malarski, jego kolor, to sama wrażliwość". (Guillaume Apollinaire)[7]
- "Makowski sprowadza człowieka do brył i figur, ale pozostawia mu jego duszę". (Mieczysław Wallis)[8]
- "O obrazach Tadeusza Makowskiego poeci piszą wiersze. Nie dziwię się temu. Każdy z jego obrazów jest bowiem jak wiersz, tyle w nim czystej poezji, czystego liryzmu i wzruszenia". (Ignacy Witz)[9]
- "Jego płótna żyją przede wszystkim dziwnym światłem, które ożywia, światłem tajemniczym, feerycznym, świadczącym o mądrej technice, precyzyjnym warsztacie, o pracowitych i owocnych rozmyślaniach malarza nad wszystkimi środkami i możliwościami, nad wiecznym cudem koloru". (Roger Brielle)[10]
- "Malarstwo Makowskiego – to dokument doskonałego zespolenia „europejskości” z polskością, to szkoła niezawodna artystycznego sumienia". (Juliusz Starzyński)[11]
- "Pewno nie umiał bić się o swoje miejsce, nawet trudno mu było chyba z ludźmi obcować. Był pochłonięty swoim widzeniem świata, swoją poezją kameralną, której i dla której do śmierci szukał wyrazu". (Józef Czapski)[12]
- "Zgeometryzowane formy postaci, przypominających wyciosane z drewna kukiełki, umiał nasycić ekspresją spojrzeń i gestów jak najbardziej ludzkich. Figurki Makowskiego zbudowane z kul, stożków, ostrosłupów i sześcioboków urzekają wdziękiem i poetyckim czarem". (Przemysław Trzeciak)[13]